# Grand Canyon Village
Grand Canyon Village es un lugar designado por el censo ubicado en el condado de Coconino en el estado estadounidense de Arizona. En el Censo de 2020 tenía una población de 1784 habitantes y una densidad poblacional de 25.85 personas por km².

## Geografía
Grand Canyon Village se encuentra ubicado en las coordenadas 36°2′57″N 112°9′24″O / 36.04917, -112.15667. Según la Oficina del Censo de los Estados Unidos, Grand Canyon Village tiene una superficie total de 34.72 km², de la cual 34.72 km² corresponden a tierra firme y (0%) 0 km² es agua.

## Demografía
Según el censo de 2010, había 2004 personas residiendo en Grand Canyon Village. La densidad de población era de 57,73 hab./km². De los 2004 habitantes, Grand Canyon Village estaba compuesto por el 63.87% blancos, el 2% eran afroamericanos, el 18.71% eran amerindios, el 9.03% eran asiáticos, el 0.3% eran isleños del Pacífico, el 2.79% eran de otras razas y el 3.29% pertenecían a dos o más razas. Del total de la población el 8.63% eran hispanos o latinos de cualquier raza.